# کو سوک-چانگ
کو سوک-چانگ (انگلیسی: Koh Suk-chang؛ زادهٔ ۱۴ ژوئن ۱۹۶۳) بازیکن هندبال اهل کره جنوبی بود.
از افتخارات وی میتوان به کسب مدال نقره در بازی‌های المپیک تابستانی ۱۹۸۸ اشاره‌کرد.